# Periklymenos (syn Neleusa)
Periklymenos (gr. Περικλύμενος) – postać w mitologii greckiej, syn Neleusa i Chloris.
Był jednym z uczestników wyprawy Argonautów. Od swojego dziadka, boga Posejdona, otrzymał dar przemieniania się w zwierzęta. Podczas wyprawy Heraklesa na Pylos stanął wraz z ojcem i braćmi do walki z herosem. Usiłował zaatakować Heraklesa pod postacią pszczoły, jednak ten ostrzeżony w porę przez Atenę zabił go ręką. Według innej wersji mitu przemienił się w orła i zginął ustrzelony przez Heraklesa strzałą.